# Międzynarodowy Festiwal Filmów Przyrodniczych
Międzynarodowy Festiwal Filmów Przyrodniczych – festiwal filmów przyrodniczych im. Włodzimierza Puchalskiego odbywający się od 1980 roku w Łodzi. 
Festiwal odbywa się co dwa lata pod stałym hasłem "Promocja przyrody i krajobrazu Europy". Organizatorem jest Wytwórnia Filmów Oświatowych w Łodzi. Festiwal należy do Międzynarodowego Zrzeszenia Festiwali Przyrodniczych Ecomove International. 
Program festiwalu obejmuje: pokazy konkursowe, pokazy specjalne, wystawy fotografii przyrodniczej, spotkania realizatorów i fotografów przyrody z miłośnikami filmów przyrodniczych i dokumentalnych. Organizowane są także warsztaty i konkursy dla dzieci i młodzieży popularyzujące wiedzę z zakresu ochrony środowiska i ekologii.